# Древняк
Древня́к (Blythipicus) — рід дятлоподібних птахів родини дятлових (Picidae). Представники цього роду мешкають в Гімалаях і Південно-Східній Азії. Рід Blythipicus був названий на честь англійського зоолога Едварда Бліта.

## Опис
Древняки — дятли невеликого і середнього розміру, середня довжина яких становить 23-30 см, а вага 64-170 г. Вони мають короткі хвости і довгі, прямі, долотоподібні, широкі біля основи дзьоби. Ніздрі прикриті пір'ям і широко розставлені. Четвертий палець довший за два передніх, а перший короткий. Древняки мають переважно темно-коричневе або рудувато-коричневе забарвлення, верхня частина тіла у них смугаста. У самців на шиї і на голові з боків є чорні плями, відсутні у самиць.
Древняки живуть в густому підліску тропічних лісів. Вони живляться личинками короїдів, термітів, мурах та інших комах.

## Види
Виділяють два види:
- Древняк малий (Blythipicus rubiginosus)
- Древняк смугастий (Blythipicus pyrrhotis)